# 2008 NBA Draft
2008 NBA Draft – draft NBA w 2008 roku odbył się 26 czerwca w hali Madison Square Garden. Draft był emitowany przez amerykańską telewizję ESPN.

## Draft
|  | – występ w NBA All-Star Game. |

| Numer | Zawodnik                         | Narodowość                    | Drużyna                                                                                 | Szkoła/Poprzednia drużyna               |
| ----- | -------------------------------- | ----------------------------- | --------------------------------------------------------------------------------------- | --------------------------------------- |
| 1     | Derrick Rose (PG)                | USA                           | Chicago Bulls                                                                           | Memphis Fr.                             |
| 2     | Michael Beasley (PF)             | USA                           | Miami Heat                                                                              | Kansas State Fr.                        |
| 3     | O.J. Mayo (SG)                   | USA                           | Minnesota Timberwolves (do Memphis)                                                     | USC Fr.                                 |
| 4     | Russell Westbrook (PG)           | USA                           | Oklahoma City Thunder                                                                   | UCLA So.                                |
| 5     | Kevin Love (PF/C)                | USA                           | Memphis Grizzlies (do Minnesota)                                                        | UCLA Fr.                                |
| 6     | Danilo Gallinari (SF)            | Włochy                        | New York Knicks                                                                         | Olimpia Milano (Włochy) 1988            |
| 7     | Eric Gordon (SG)                 | USA                           | Los Angeles Clippers                                                                    | Indiana Fr.                             |
| 8     | Joe Alexander (SF)               | USA                           | Milwaukee Bucks                                                                         | West Virginia Jr.                       |
| 9     | D.J. Augustin (PG)               | USA                           | Charlotte Bobcats                                                                       | Texas So.                               |
| 10    | Brook Lopez (C)                  | USA                           | New Jersey Nets                                                                         | Stanford So.                            |
| 11    | Jerryd Bayless (PG)              | USA                           | Indiana Pacers (do Portland)                                                            | Arizona Fr.                             |
| 12    | Jason Thompson (PF)              | USA                           | Sacramento Kings                                                                        | Rider Sr.                               |
| 13    | Brandon Rush (SG/SF)             | USA                           | Portland Trail Blazers (do Indiana)                                                     | Kansas Jr.                              |
| 14    | Anthony Randolph (PF)            | USA                           | Golden State Warriors                                                                   | LSU Fr.                                 |
| 15    | Robin Lopez (PF/C)               | USA                           | Phoenix Suns (z Atlanta jako część transferu Joe Johnsona)                              | Stanford So.                            |
| 16    | Marreese Speights (PF)           | USA                           | Philadelphia 76ers                                                                      | Florida So.                             |
| 17    | Roy Hibbert (C)                  | USA                           | Toronto Raptors (do Indiana jako część transferu Jermaine’a O’Neala)                    | Georgetown Sr.                          |
| 18    | JaVale McGee (C)                 | USA                           | Washington Wizards                                                                      | Nevada So.                              |
| 19    | J.J. Hickson (PF)                | USA                           | Cleveland Cavaliers                                                                     | North Carolina State Fr.                |
| 20    | Alexis Ajinça (C)                | Francja                       | Charlotte Bobcats (z Denver Nuggets)                                                    | Hyères-Toulon Var Basket (Francja) 1988 |
| 21    | Ryan Anderson (SF/PF)            | USA                           | New Jersey Nets (z Dallas jako część transferu Jasona Kidda)                            | California So.                          |
| 22    | Courtney Lee (SG)                | USA                           | Orlando Magic                                                                           | Western Kentucky Sr.                    |
| 23    | Kosta Koufos (C)                 | Grecja                        | Utah Jazz                                                                               | Ohio State Fr.                          |
| 24    | Serge Ibaka (PF)                 | Demokratyczna Republika Kongo | Oklahoma City Thunder (z Phoenix jako część transferu Kurta Thomasa)                    | CB L’Hospitalet (Hiszpania) 1989        |
| 25    | Nicolas Batum (SG/SF)            | Francja                       | Houston Rockets (do Portland)                                                           | Le Mans Sarthe Basket (Francja) 1988    |
| 26    | George Hill (PG)                 | USA                           | San Antonio Spurs                                                                       | IUPUI Jr.                               |
| 27    | Darrell Arthur (PF)              | USA                           | New Orleans Hornets (do Memphis)                                                        | Kansas So.                              |
| 28    | Donté Greene (SF)                | USA                           | Memphis Grizzlies (z LA Lakers jako część transferu Paua Gasola)                        | Syracuse Fr.                            |
| 29    | D.J. White (PF)                  | USA                           | Detroit Pistons (do Seattle)                                                            | Indiana Sr.                             |
| 30    | J.R. Giddens (SG)                | USA                           | Boston Celtics                                                                          | New Mexico Sr.                          |
| 31    | Nikola Peković (C)               | Czarnogóra                    | Minnesota Timberwolves (z Miami jako część transferu Antoine’a Walkera)                 | Panathinaikos BC (Grecja) 1986          |
| 32    | Walter Sharpe (PF)               | USA                           | Oklahoma City Thunder(do Detroit)                                                       | UAB Jr.                                 |
| 33    | Joey Dorsey (PF/C)               | USA                           | Portland Trail Blazers (z Memphis jako część transferu Alexandra Johnsona, do Houston)  | Memphis Sr.                             |
| 34    | Mario Chalmers (PG)              | USA                           | Minnesota Timberwolves (do Miami)                                                       | Kansas Jr.                              |
| 35    | DeAndre Jordan (C)               | USA                           | Los Angeles Clippers                                                                    | Texas A&M Fr.                           |
| 36    | Ömer Aşık (C)                    | Turcja                        | Portland Trail Blazers (z New York jako część transferu Demetrisa Nicholsa, do Chicago) | Fenerbahçe Ülker (Turcja) 1986          |
| 37    | Luc Richard Mbah a Moute (SF/PF) | Kamerun                       | Milwaukee Bucks                                                                         | UCLA Jr.                                |
| 38    | Kyle Weaver (PG/SG)              | USA                           | Charlotte Bobcats (do Oklahoma City)                                                    | Washington State Sr.                    |
| 39    | Sonny Weems (SG/SF)              | USA                           | Chicago Bulls (do Denver)                                                               | Arkansas Sr.                            |
| 40    | Chris Douglas-Roberts (SG)       | USA                           | New Jersey Nets                                                                         | Memphis Jr.                             |
| 41    | Nathan Jawai (PF/C)              | Australia                     | Indiana Pacers (do Toronto jako część transferu Jermaine’a O’Neala)                     | Cairns Taipans (Australia) 1986         |
| 42    | Sean Singletary (PG)             | USA                           | Sacramento Kings (z Atlanta jako część transferu Mike’a Bibby’ego)                      | Virginia Sr.                            |
| 43    | Patrick Ewing Jr. (PF)           | USA                           | Sacramento Kings (do Houston)                                                           | Georgetown Sr.                          |
| 44    | Ante Tomić (PF/C)                | Chorwacja                     | Utah Jazz (z Philadelphia)                                                              | KK Zagreb (Chorwacja) 1987              |
| 45    | Goran Dragić (PG)                | Słowenia                      | San Antonio Spurs (z Toronto jako część transferu Giorgiosa Printezisa, do Phoenix)     | Union Olimpija (Słowenia) 1986          |
| 46    | Trent Plaisted (PF)              | USA                           | Oklahoma City Thunder(z Portland jako część transferu Sebastiana Telfaira)              | BYU Jr.                                 |
| 47    | Bill Walker (SF)                 | USA                           | Washington Wizards (do Boston)                                                          | Kansas State Fr.                        |
| 48    | Malik Hairston (SG)              | USA                           | Phoenix Suns (z Cleveland jako część transferu Milta Palacio, do San Antonio)           | Oregon Sr.                              |
| 49    | Richard Hendrix (PF)             | USA                           | Golden State Warriors                                                                   | Alabama Jr.                             |
| 50    | DeVon Hardin (C)                 | USA                           | Oklahoma City Thunder(z Denver jako część transferu Earla Watsona)                      | California Sr.                          |
| 51    | Shan Foster (SG)                 | USA                           | Dallas Mavericks                                                                        | Vanderbilt Sr.                          |
| 52    | Darnell Jackson (PF)             | USA                           | Miami Heat (z Orlando, do Cleveland)                                                    | Kansas Sr.                              |
| 53    | Tadija Dragicević (PF)           | Serbia                        | Utah Jazz                                                                               | KK Crvena Zvezda (Serbia) 1986          |
| 54    | Maarty Leunen (PF)               | USA                           | Houston Rockets                                                                         | Oregon Sr.                              |
| 55    | Mike Taylor (PG)                 | USA                           | Portland Trail Blazers (z Phoenix jako część transferu Jamesa Jonesa)                   | Idaho Stampede (D-League) 1986          |
| 56    | Aleksandr Kaun (C)               | Rosja                         | Oklahoma City Thunder (z New Orleans jako część transferu Bobby’ego Jacksona)           | Kansas Sr.                              |
| 57    | James Gist (PF)                  | USA                           | San Antonio Spurs                                                                       | Maryland Sr.                            |
| 58    | Joe Crawford (SG)                | USA                           | Los Angeles Lakers                                                                      | Kentucky Sr.                            |
| 59    | Deron Washington (SG/SF)         | USA                           | Detroit Pistons                                                                         | Virginia Tech Sr.                       |
| 60    | Semih Erden (C)                  | Turcja                        | Boston Celtics                                                                          | Fenerbahçe Ülker (Turcja) 1986          |

## Wybrani zawodnicy według zespołów
- Atlanta Hawks: Brak
- Boston Celtics: J.R. Giddens, Bill Walker, Semih Erden
- Charlotte Bobcats: D.J. Augustin, Alexis Ajinça, Kyle Weaver
- Chicago Bulls: Derrick Rose, Ömer Aşık
- Cleveland Cavaliers: J.J. Hickson, Darnell Jackson, Sasha Kaun
- Dallas Mavericks: Shan Foster
- Denver Nuggets: Sonny Weems
- Detroit Pistons: Walter Sharpe, Trent Plaisted, Deron Washington
- Golden State Warriors: Anthony Randolph, Richard Hendrix
- Houston Rockets: Joey Dorsey, Sean Singletary, Patrick Ewing Jr., Maarty Leunen
- Indiana Pacers: Brandon Rush, Roy Hibbert
- Los Angeles Clippers: Eric Gordon, DeAndre Jordan, Mike Taylor
- Los Angeles Lakers: Joe Crawford
- Memphis Grizzlies: O.J. Mayo, Darrell Arthur
- Miami Heat: Michael Beasley, Mario Chalmers
- Milwaukee Bucks: Joe Alexander, Luc Richard Mbah a Moute
- Minnesota Timberwolves: Kevin Love, Nikola Peković
- New Jersey Nets: Brook Lopez, Ryan Anderson, Chris Douglas-Roberts
- New Orleans Hornets: Brak
- New York Knicks: Danilo Gallinari
- Orlando Magic: Courtney Lee
- Philadelphia 76ers: Marreese Speights
- Phoenix Suns: Robin Lopez, Goran Dragić
- Portland Trail Blazers: Jerryd Bayless, Nicolas Batum
- Sacramento Kings: Jason Thompson, Donte Greene
- San Antonio Spurs: George Hill, Malik Hairston, James Gist
- Oklahoma City Thunder: Russell Westbrook, Serge Ibaka, D.J. White (via Detroit), DeVon Hardin
- Toronto Raptors: Nathan Jawai
- Utah Jazz: Kosta Koufos, Ante Tomic, Tadija Dragicević
- Washington Wizards: JaVale McGee